# Chloé Savoie-Bernard
Chloé Savoie-Bernard, née en 1988 à Montréal, est une femme de lettres québécoise. 

## Biographie
Elle a publié trois recueils de poésie, Royaume Scotch Tape, Fastes, Sainte-Chloé de l'amour, et un recueil de nouvelles, Des femmes savantes. Ce dernier a été finaliste au Prix littéraire des collégiens 2017. En 2020, des épisodes de la série L'espace de l'art, diffusée sur les ondes de Savoir média, met en lumière certains aspects de son processus créatif.  
Elle a été membre du comité de rédaction de la revue Mœbius et  de celui de la revue Estuaire. 
Son mémoire de maîtrise est consacré au Journal de Marie Uguay. Il s'intitule Traverser l'immobile : le déplacement dans le Journal de Marie Uguay. Il a été dirigé par la professeure Elisabeth Nardout-Lafarge.
Elle est a aussi obtenu un doctorat de l'Université de Montréal en 2020. Après des recherches postdoctorales à l'Université de Sherbrooke, en cosupervision avec l'Université Concordia, elle a reçu un poste de professeure agrégée à l'Université Queen's.  Dès 2025, elle est une professeure à l'Université de Québec à Montréal. 

## Œuvres

### Poésie
- Royaume Scotch Tape, Montréal, Éditions de l'Hexagone, 2015  (ISBN 978-2-89648-079-1)
- Fastes, Éditions de l'Hexagone, Montréal, 2018  (ISBN 978-2-89648-106-4)
- Sainte Chloé de l'amour, Montréal, Éditions de l'Hexagone, 2021  (ISBN 9782896481378)

### Nouvelles
- Des femmes savantes, Montréal, Éditions Triptyque, 2016  (ISBN 978-2-89741-088-9)
- (de) extrait bilingue, trad. Anabelle Assaf: Nue. Nackt. En: Pareil, mais différent. Genauso, nur anders. Récits francocanadiens - Frankokanadische Erzählungen. dtv, Munich 2020, pp 172-180

### Ouvrages collectifs
- « Liminaire », dans Corps, (sous la direction de Chloé Savoie-Bernard), Montréal, Éditions Triptyque, 2018  (ISBN 978-2-89741-979-0) p. 5-7[11]
- « Écrire sur Mathieu » dans Douleur sentimentale puante : un pot-pourri sur la jalousie concocté par Sara Hébert, Éditions Somme Toute, 2019  (ISBN 978-2-924606-97-1) p. 38-46
- « Châtoyants, les morceaux de soi », dans Se faire éclaté·e (avec Marilou Craft), Montréal, Nota bene, 2021 (ISBN 9782895187493), p. 17-27

### Autres publications
- (en) trad. Neil Smith: Of Roses and Insects. Granta # 141, 2017, pp 137 – 141

## Traductions
- Anatomie de ma honte, de Tessa McWatt, Mémoire d'encrier, 2021
- Éclairs, voix, tonnerres, de Myriam Chancy, Remue-Ménage, 2023

## Prix et honneurs
- 2017 : Mention d'honneur du Prix littéraire Adrienne-Choquette pour Des femmes savantes
- 2017 : Finaliste du Prix littéraire des collégiens pour Des femmes savantes[12]
- 2019 : Finaliste du Prix littéraire du Gouverneur général - Poésie pour Fastes[13]
- 2023 : Finaliste au Gala Dynastie, catégorie auteur[14]